# Stazione di Locarno (FART 1908)
La stazione di Locarno delle Ferrovie Autolinee Regionali Ticinesi (FART) è stata una stazione ferroviaria, capolinea della ferrovia Locarno-Domodossola ("Centovallina") e della ferrovia Locarno-Bignasco ("Valmaggina").

## Storia
La stazione venne inaugurata nel 1908 come prolungamento della Locarno-Bignasco. Nello stesso anno la stazione venne connessa alla linea tranviaria cittadina. Nel 1923 divenne capolinea anche per la linea Domodossola-Locarno. Nel 1965 fu soppresso il traffico sulla Locarno-Bignasco. Con il disarmamento della linea fino a Ponte Brolla, la stazione di Locarno rimase quindi attiva solo per la Domodossola-Locarno. La stazione continuò il suo esercizio fino alla sua chiusura avvenuta il 29 maggio 1988, quando venne sostituita dalla nuova inaugurata due anni dopo (posta dove era situato lo scalo merci FFS/FART), in occasione dell'interramento della tratta ferroviaria San Martino-Locarno FART.

## Strutture e impianti

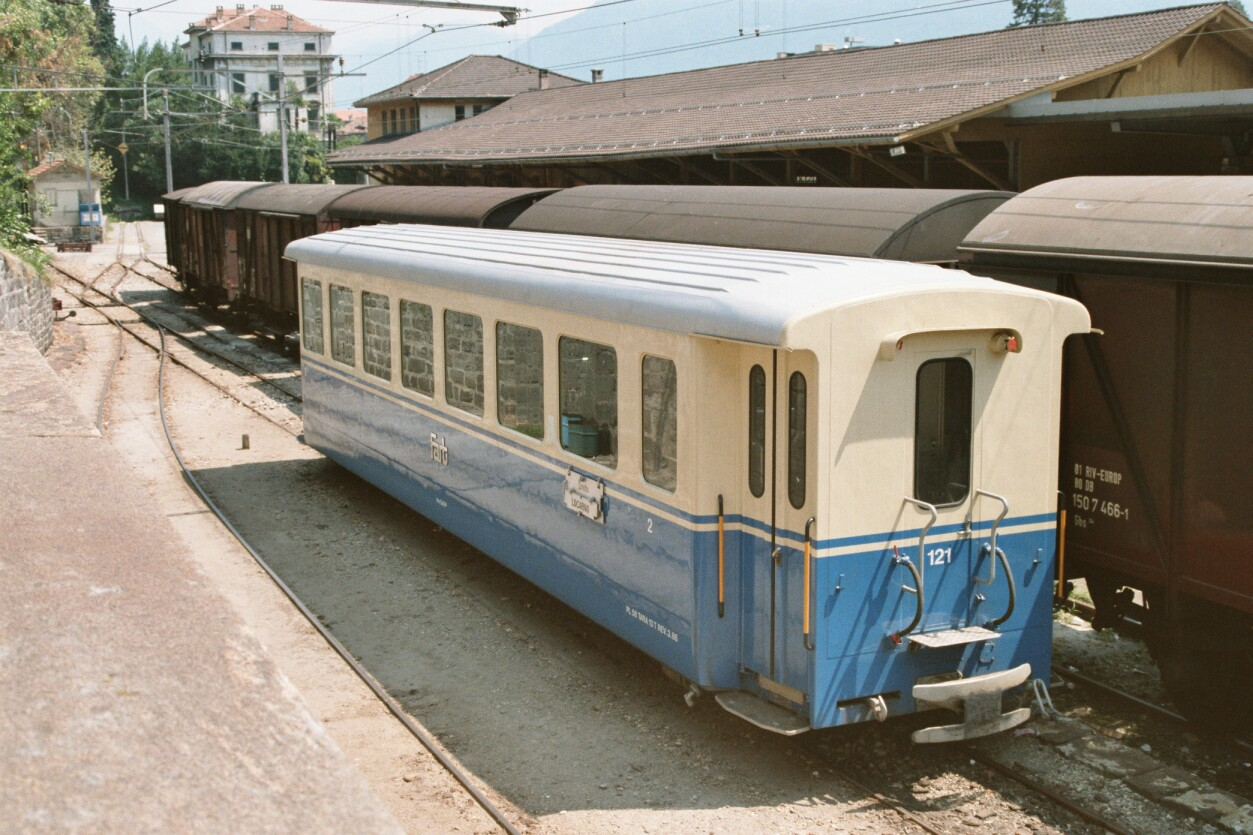
Lo scalo merci FFS/FART nel 1986.

La stazione era priva di fabbricato viaggiatori e disponeva di quattro binari poi divenuti tre nei primi anni sessanta e due nei primi anni ottanta, una pensilina (aggiunta nei primi anni ottanta). Al 2017 non rimane nessuna traccia dell'infrastruttura: i binari vennero smantellati dopo la chiusura mentre la pensilina venne demolita negli anni novanta. Oggi il sito della dove sorgevano gli impianti vennero inglobati nelle strade cittadine di Locarno.

## Movimento
La stazione era servita dai treni regionali Locarno-Bignasco (fino al 1965) e Locarno-Domodossola (fino al 1988).